# Carlo Taldo
Carlo Taldo (Merate, 12 gennaio 1972) è un dirigente sportivo ed ex calciatore italiano, di ruolo attaccante, ex direttore sportivo della Casertana.

## Carriera

### Giocatore
Cresce calcisticamente nell'Atalanta con cui esordisce in Serie A a 18 anni nella stagione 1989-1990.
Non trovando spazio, passa alla Pro Sesto, da cui si trasferisce dopo un solo anno al Saronno in Serie D. Dopo 22 reti in due anni risale le categorie prima con il Varese (Serie C2), poi con il Lumezzane (Serie C1) ed infine con il Cesena, con cui arriva in Serie B.
Il successivo passaggio lo vede al Como, con cui conquista la promozione in Serie A.
L'anno successivo ritorna nel massimo campionato, ma con la maglia del Modena. Con i canarini disputa tre stagioni: due di serie A (in cui realizza anche una rete) ed una di Serie B, intervallate da due spezzoni di stagione trascorsi in prestito al Catania nel campionato cadetto.
Nella stagione 2005-2006 torna al Lumezzane, per concludere poi la carriera nella stagione 2006-2007, tra Tritium e Legnano.

### Dirigente
Il 28 maggio 2011 assume la carica di Direttore Sportivo del Lugano, per passare poi l'anno successivo alla Cremonese, dove svolge la mansione di capo degli osservatori. Dal settembre 2016 passa al Genoa, dove riveste l'incarico di direttore sportivo della Primavera rossoblù. Da settembre 2021 gli è stata attribuita la mansione di direttore sportivo del Genoa. Nel 2025 è stato il direttore sportivo della Casertana.

## Palmarès

### Club

#### Competizioni nazionali
- Campionato italiano di Serie B: 1

Como: 2001-2002